# NGC 63
NGC 63 (również PGC 1160 lub UGC 167) – galaktyka spiralna (S?), znajdująca się w gwiazdozbiorze Ryb w odległości około 61 milionów lat świetlnych. Odkrył ją Heinrich Louis d’Arrest 27 sierpnia 1865 roku.